# Palais de Yanduri
Le palais de Yanduri est une luxueuse demeure et une réussite architecturale du début du XXe siècle situé Puerta de Jerez, dans le centre de Séville.  

## Historique
Il a été bâti entre 1901 et 1904 par les marquis de Yanduri, en reproduisant quelques plans français. 
La construction est de lignes classiques et de goût français.
Après la mort des marquis de Yanduri, leur résidence a servi de logement au général Francisco Franco, qui l'a occupé pendant son premier séjour dans la ville après le 18 juillet 1936 (sur sa façade, une inscription rappelle l'événement). Actuellement, il est le siège de la compagnie bancaire Banco Santander.

## Célébrités
En 1898, dans le lieu occupé actuellement par le Palais de Yanduri est né le poète, Prix Nobel, Vicente Aleixandre. Se trouvait alors le palais des Vicentelo de Leca, comtes de Cantillana, siège de l'ancienne Intendencia.